# Vierkreisschutzventil

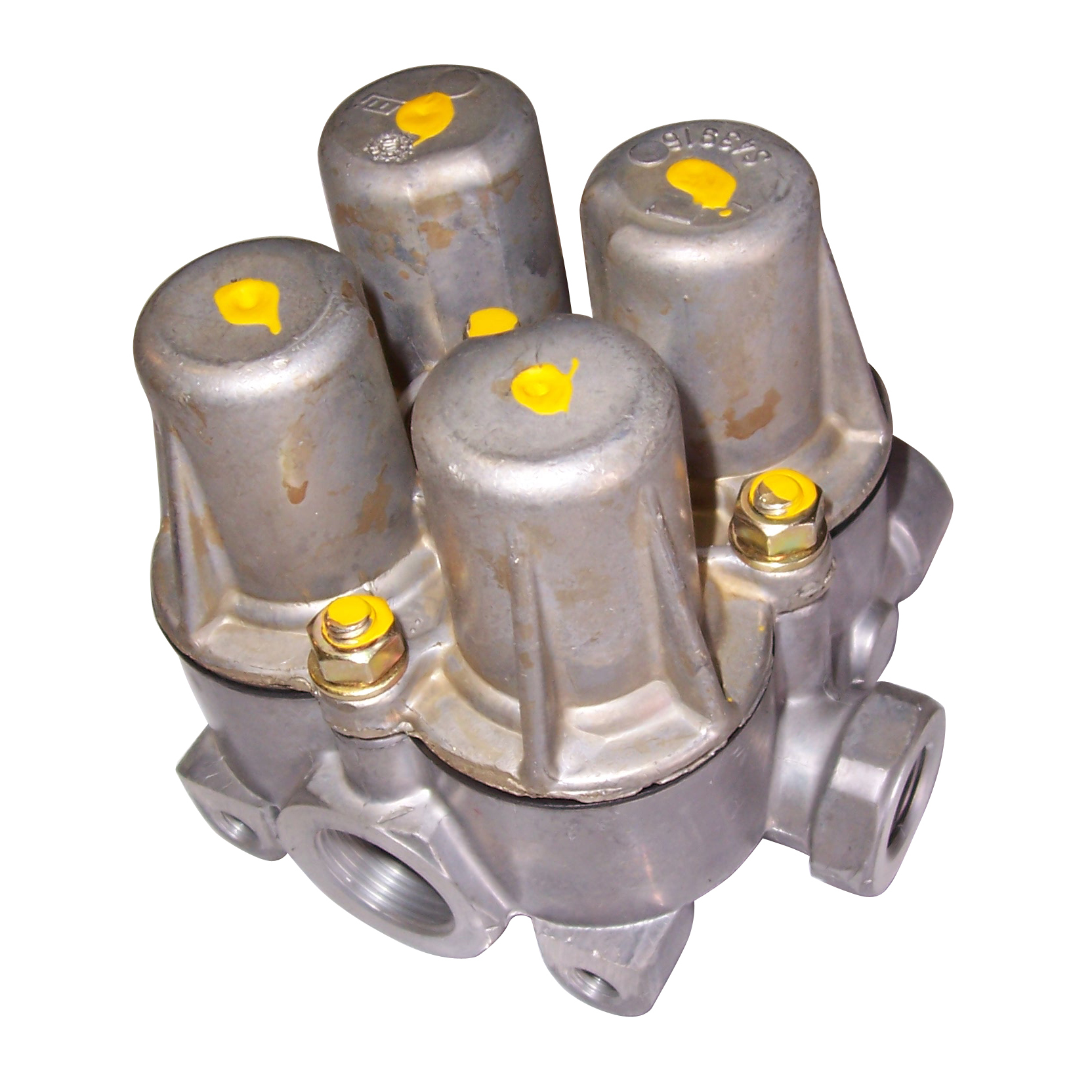
Vierkreisschutzventil

Das Vierkreisschutzventil (englisch Four way protection valve oder Multi-Circuit Protection Valve) ist ein Bauteil der mehrkreisigen Druckluftbremsanlage bei Kraftfahrzeugen. Es gehört zur Druckbeschaffungsanlage und hat die Aufgabe, die einzelnen Druckluftkreise gegeneinander abzusichern. Es soll verhindert werden, dass bei Druckverlust in einem Bremskreis dieser auch einen anderen Bremskreis stark beeinträchtigt. Im Prinzip handelt es sich um vier Überströmventile  und Rückschlagventile, die die einzelnen Kreise voneinander trennen. Die Kreise sind üblicherweise wie folgt aufgeteilt:
- Kreis 1: Betriebsbremskreis 1
- Kreis 2: Betriebsbremskreis 2
- Kreis 3: Federspeicher-Feststellbremse und ggf. Anhängerversorgung
- Kreis 4: Nebenverbraucher (Luftfederung, Türsteuerung, Horn)

Bei mehr als vier Kreisen:
- Kreis 1: Betriebsbremskreis 1 für die Hinterachse
- Kreis 2: Betriebsbremskreis 2 für die Vorderachse
- Kreis 3: Anhängersteuerung
- Kreis 4: Nebenverbraucher
- Kreis 5: Feststellbremse
- Kreis 6: Getriebe und Kupplung
- Kreis 7: Luftfederung

Da es sich bei der Druckluftbremsanlage um eine reine Fremdkraftbremsanlage handelt, würde ein Leck ohne Absicherung der anderen Bremskreise zum Verlust der kompletten Bremswirkung führen.

## Funktion
Die Druckluft strömt über Kompressor, Lufttrockner und Druckregler über den Anschluss 1 ein. Bei anfangs drucklosem System werden zunächst die Vorratsbehälter der Betriebsbremskreise 1 und 2 über die Ausgänge 21 und 22 gleichberechtigt befüllt. Die beiden Rückschlagventile öffnen erst ab einem Druck, bei dem sich bereits genügend Druckluft für mehrere Vollbremsungen in den Behältern befindet. Dann erst wird der Vorratsbehälter des Feststellbremskreises über den Ausgang 23 gefüllt. Es ist also nicht möglich, ohne genügend Bremsdruck loszufahren, da die als Federspeicher ausgelegte Feststellbremse erst gelöst werden kann, wenn die beiden Bremskreise bereits ausreichenden Druck haben. Hat dieser Kreis ausreichenden Druck, wird schließlich der sogenannte Arbeitskreis (Druckluftkreis zur Versorgung untergeordneter Aggregate, wie z. B. die Türbetätigung beim Omnibus) durch den Ausgang 24 mit Druckluft versorgt. Ein Leck in einem dieser Kreise, das durch den Kompressor nicht mehr kompensiert werden kann, senkt den Gesamtdruck nur bis zum nacheinander ausgelösten Ansprechen der jeweiligen Rückschlagventile. Zum Beispiel würde ein Leck im Arbeitskreis den Druck im Feststellbremskreis nur so weit absenken, bis das (einstellbare) Überströmventil des Arbeitskreises schließt. Der Restdruck verhindert ein Ansprechen der Federspeicher und damit ein ungewolltes Blockieren der Feststellbremse. Bei einem Leck in einem der beiden Bremskreise wird ebenfalls der Druck im anderen Bremskreis abgesenkt. Auch hier verhindert das (einstellbare) Überströmventil einen Totalausfall.
Anmerkung zur Bezeichnung der Anschlüsse: In der Drucklufttechnik ist festgelegt, dass Eingänge in ein Bauteil immer mit 1 und Ausgänge mit 2 bezeichnet werden. Die Bezeichnung 3 ist die atmosphärische Entlüftung und 4 ist eine Vorrats- bzw. Steuerleitung. Sind mehrere davon vorhanden, wird mit einer fortlaufenden zweiten Ziffer durchnummeriert, in diesem Fall die Ausgänge 21, 22, 23 und 24 für die vier gegeneinander abgegrenzten Druckluftkreise.

## Sicherheit
Das Vierkreisschutzventil legt vor allem die Prioritäten der einzelnen Druckluftkreise fest. Oberste Priorität haben die beiden Betriebsbremskreise, dann der Feststellbremskreis und an unterster Stelle die Versorgung der Zusatzaggregate. Verliert ein übergeordneter Kreis Druckluft durch ein Leck, werden die untergeordneten Kreise nur noch dann weiter versorgt, wenn die Füllleistung des Kompressors höher ist als der Verlust. Ansonsten verlieren diese Kreise ihre Funktion, sobald ihr Druckluftvorrat aufgebraucht ist. Auf diese Art wird auch erreicht, dass bei einem defekten Betriebsbremskreis nach nicht allzu langer Zeit die Feststellbremse schließt und es nicht mehr möglich ist, die Fahrt mit ausgefallener Betriebsbremse fortzusetzen.